# 横浜市立日吉台中学校
横浜市立日吉台中学校（よこはましりつひよしだいちゅうがっこう）
は、神奈川県横浜市港北区日吉本町に所在する公立中学校。一般には台中（だいちゅう）と呼ばれている。

## 概要

### 概要
日吉本町の住宅街に位置する横浜市立中学校である。同じ港北区内にある横浜市立新田中学校、横浜市立城郷中学校と同じ1947年（昭和22年）に設立され、1977年（昭和52年）には当校から横浜市立日吉台西中学校が分離独立した。
似た名前の中学校として川崎市立日吉中学校が存在するが、同中学校の所在地は川崎市幸区北加瀬である。これは校名の由来となった日吉村が横浜市から川崎市にまたがっていたことに由来している。開校は日吉台中学校の方が古い（日吉中学校は1950年開校）。
横浜市立中学校の中で1，2位を争う生徒数であり、令和7年現在で1,100人以上の生徒が在籍している。2020年4月には学区内に横浜市立箕輪小学校が開校し、今後も生徒数の増加が見込まれている。

### 生徒数
令和7年4月1日現在。
| 学年     | 学級数 | 生徒数 |
| -------- | ------ | ------ |
| 1年      | 9      | 358    |
| 2年      | 9      | 356    |
| 3年      | 10     | 374    |
| 特別支援 | 6      | 33     |
| 合計     | 34     | 1121   |

### 施設
かつては横浜市立金沢中学校と並んで横浜市で敷地面積が最も広い中学校だったが、1961年（昭和36年）に敷地の約半分（約5万8000平方メートル）を大塚製靴へ譲渡したため、1位ではなくなった。
2017年（平成29年）に大塚製靴の日吉工場は閉鎖・解体され、跡地にはマンションが建設された。1961年に売却された土地には、現在3棟のマンションが建っている。

## 歴史

### 沿革
- 1947年（昭和22年）- 横浜市立日吉台小学校の4教室を借用して開校
- 1949年（昭和24年）- 校歌制定（市の教師であった北村侃が作詞、市の職員であった松井健祐が作曲）
- 1950年（昭和25年）- 校舎（木造2階建て）が落成し日吉本町に移転
- 1963年（昭和26年）- プール竣工
- 1964年（昭和39年）- 鉄筋4階建て校舎（2号棟）落成
- 1966年（昭和41年）- 屋内体育館落成
- 1970年（昭和45年）- 2号棟増築
- 1972年（昭和47年）- 2号棟増築、鉄筋4階建て校舎（1号棟）落成
- 1973年（昭和48年）- 1号棟増築
- 1975年（昭和50年）- 1号棟増築
- 1977年（昭和52年）- 横浜市立日吉台西中学校開校（日吉台中学校敷地内）
- 1980年（昭和55年）- 鉄筋2階建て校舎（3号棟）落成
- 1984年（昭和59年）- 格技場完成
- 1986年（昭和61年）- 鉄筋2階建て校舎（1号棟特学教室）落成、校庭夜間照明完成（平成3年に1機増設）
- 1989年（平成1年）- プール改築、視聴覚室設置改修工事完了
- 1993年（平成5年）- コミュニティスクール開設、体育館完成
- 1994年（平成6年）- コンピューター教室設置改修工事完了
- 2004年（平成16年）- 防犯カメラ設置工事完了、焼窯庫完成
- 2012年（平成24年）- 耐震補強工事完了
- 2013年（平成25年）- 耐震補強工事完了、普通教室へのエアコン設置工事完了
- 2015年（平成27年）- 体育館内壁張替工事完了、バリアフリー工事完了
- 2016年（平成28年）- 照明改修工事完了、ハマ弁開始
- 2018年（平成30年）- エレベーター設置工事完了
- 2022年（令和4年）-　プレハブ校舎落成
- 2023年（令和5年）-　職員室増改築落成
- 2025年（令和7年）-　教室・管理棟電灯LED化工事

### 歴代校長
| 代数 | 氏名       | 着任           |
| ---- | ---------- | -------------- |
| 初代 | 秋山義一   | 1947(S22).4.1  |
| 2代  | 池上秀雄   | 1948(S23).5.15 |
| 3代  | 山本伊津雄 | 1956(S31).9.1  |
| 4代  | 吉川雅智   | 1965(S40).9.2  |
| 5代  | 志村正之   | 1968(S43).9.2  |
| 6代  | 岩崎林作   | 1970(S45).9.1  |
| 7代  | 奥村二郎   | 1972(S47).9.1  |
| 8代  | 服部二男   | 1975(S50).9.1  |
| 9代  | 飯田宣男   | 1979(S54).9.1  |
| 10代 | 相沢広之   | 1983(S58).4.1  |
| 11代 | 土田昭之   | 1988(S63)4.1   |
| 12代 | 小林達雄   | 1990(H2).4.1   |
| 13代 | 丸茂高     | 1993(H5).4.1   |
| 14代 | 千村保     | 1996(H8).4.1   |
| 15代 | 井上光夫   | 1999(H11).4.1  |
| 16代 | 金井豊     | 2004(H16).4.1  |
| 17代 | 山田裕師   | 2007(H19).4.1  |
| 18代 | 中西健一   | 2011(H23).4.1  |
| 19代 | 高橋秀吉   | 2013(H25).4.1  |
| 20代 | 諏訪部真史 | 2019(H31).4.1  |
| 21代 | 続橋正寿   | 2021(R3).4.1   |
| 22代 | 竹下恭子   | 2025(R7).4.1   |

## 学校の教育目標（校訓）
「共に生きる」
- 自ら学び続ける生徒（知）
- 自ら考え、判断し、行動する生徒（徳）
- 自他の人権を尊重する生徒（公）
- 健康で、たくましく生きる生徒（体）
- 社会の一員としての責任を果たす生徒（開）

## 校歌・校章

### 校歌
作詞：北村侃　                                                                                 
作曲：松井健祐 

### 校章
西欧文化の母、ギリシアの象徴たるパルテノン神殿をプランとし、その中央に「日吉」の文字を配している。当時の美術科担当教員によってデザインされた。

## 部活動
横浜市内で2番目に広いと言われる校地を持ち、グラウンドにはテニスコート、野球場、サッカーコートを一度に配置することができる。そのため部活動が盛んで、野球部が横浜市大会出場、テニス部は神奈川県大会出場するなど、多くの部活動で好成績を収めている。

### 運動部
- 野球部
- サッカー部
- バスケットボール部
- ソフトテニス部
- バレーボール部
- バドミントン部
- 陸上競技部
- 水泳部
- 柔道部
- 剣道部

### 文化部
- 吹奏楽部
- コンピュータ部
- 美術部
- イラスト部
- 園芸部
- 演劇部
- 合唱部
- 茶道部

## 行事
- 職場体験
2年次に生徒数名で地域の企業や店舗、小学校などに出向き、体験や作業などを行う。
- 体育祭
- 合唱コンクール
生徒数が多く保護者を含めると体育館で行えないため、毎年横浜みなとみらいホールで開催される[6]。コロナ禍以降は学年別に学校体育館で行われている。
- 球技大会
- 文化祭
- 修学旅行(京都奈良)
- 健民祭
近隣の小中学校の校庭や体育館で、ソフトボールやバレーボールなどのスポーツを生徒と地域の人が一緒に楽しむ。

## 通学区域
- 横浜市立日吉台小学校
- 横浜市立日吉南小学校
- 横浜市立矢上小学校
- 横浜市立北綱島小学校（一部地域は横浜市立新田中学校）
- 横浜市立綱島東小学校（大半の地域は横浜市立樽町中学校）
- 横浜市立箕輪小学校

## 主な進学先
進学先公立高等学校として、旧横浜東部学区に属する高校および東急東横線、横浜市営地下鉄沿線の高校が想定される。また、年によって違うが、私立より県立の方が割合が多い傾向。交通の便が良いので都内を含め選択肢が多い。学区内でもあることから、慶應義塾高校（男子）に進学するものも多数存在する。
《旧横浜東部学区》
- 神奈川県立岸根高等学校
- 神奈川県立港北高等学校
- 神奈川県立城郷高等学校
- 神奈川県立鶴見高等学校
- 神奈川県立鶴見総合高等学校
- 神奈川県立新羽高等学校
- 神奈川県立横浜翠嵐高等学校
- 横浜市立東高等学校
- 横浜市立横浜サイエンスフロンティア高等学校（学区制度廃止後に開学）

《地下鉄グリーンライン・ブルーライン沿線》（上記以外旧北部/東部学区域まで）
- 神奈川県立川和高等学校
- 神奈川県立新栄高等学校

《東急東横線沿線》（上記以外）
- 神奈川県立神奈川工業高等学校
- 神奈川県立神奈川総合高等学校
- 神奈川県立住吉高等学校（川崎市中原区）
- 神奈川県立横浜平沼高等学校

## 出身者
- 飯島直子（女優）
- 黒木優太（プロ野球選手）
- 国分良成（政治学者、防衛大学校校長）

## 交通
- 横浜市営地下鉄グリーンライン 日吉本町駅から徒歩約5分
- 東急東横線・東急目黒線・横浜市営地下鉄グリーンライン 日吉駅から徒歩約15分
- 東急バス 日吉台中学校停留所前